# Arthur Verdier
Pour les articles homonymes, voir Verdier.
Arthur Verdier, né François-Arthur Verdier le 13 octobre 1835 à La Rochelle, mort à Paris 10e le 22 août 1898, est un capitaine de navire au long cours, armateur, négociant et colon français.

Il fut, de 1871 à 1889, « Résident de France » à Grand-Bassam et Assinie, dans l’actuelle Côte d'Ivoire, sur lequel il a publié son ouvrage s'intitulant 35 années de Luttes aux colonies témoignant de son passage en tant que colon.

## Le contexte colonial

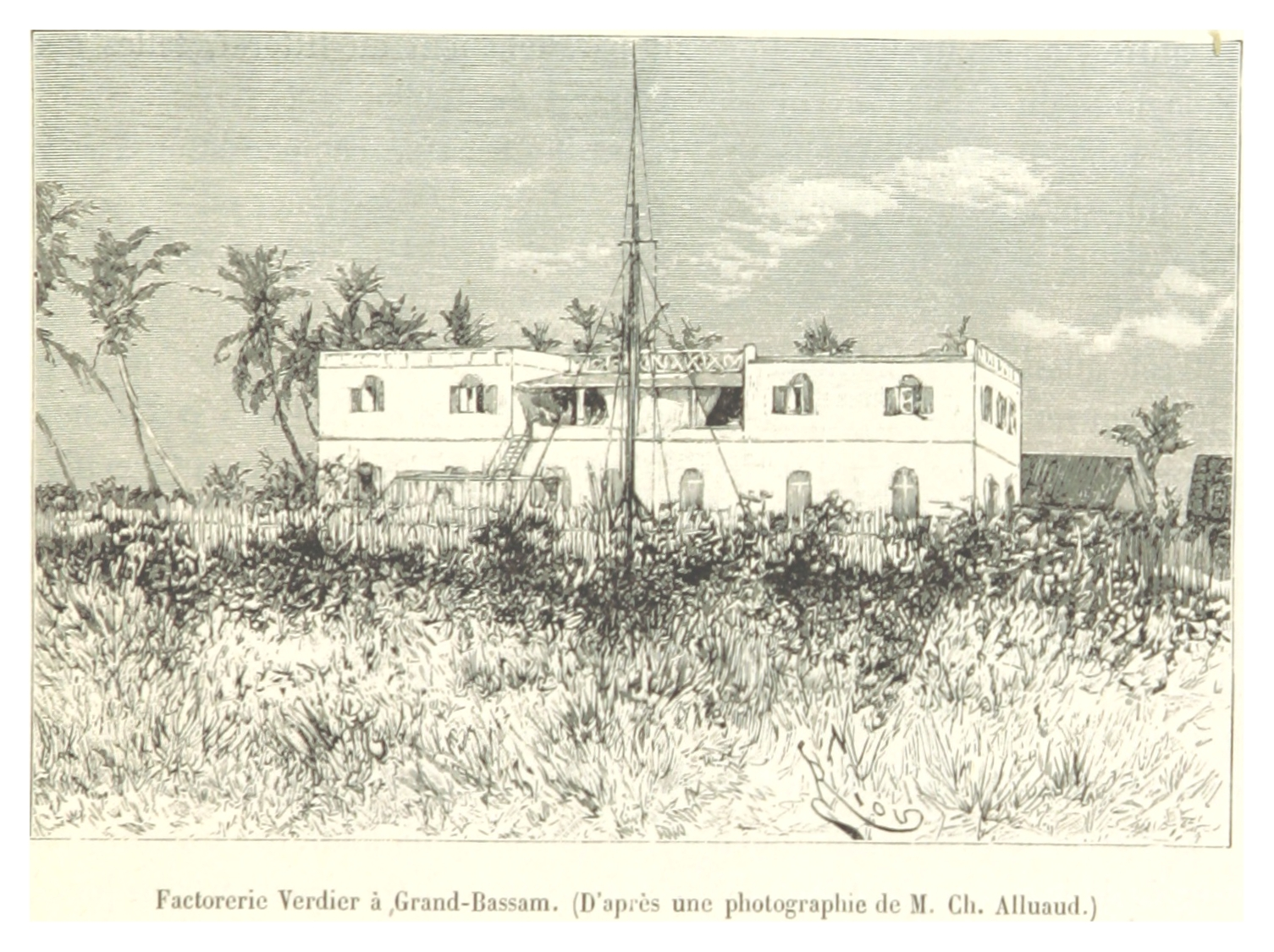
La factorerie Verdier à Grand-Bassam, illustration extraite du récit de Louis-Gustave Binger, Du Niger au golfe de Guinée, vol. 2, Hachette, 1892, p. 309

En 1842, le commandant Bouët-Willaumez avait créé un protectorat français dans la région côtière de l’actuelle Côte d'Ivoire (de la rivière Fresco à Half-Assinie), lequel se réduisait alors essentiellement aux comptoirs de Biriby, Fresco, Lahou, Bassam et Assinie (à cette époque, les Européens ne pénétraient quasiment pas à l’intérieur des terres). En 1843, la France signe avec le roi du Sanwi, Amatifou (Amon N'Douffou II), un traité l’autorisant à s’installer à Assinie et à y exploiter la forêt, moyennant paiement d’une « coutume » (rente).
Ce protectorat constituait une épine dans le pied de l’Angleterre, installée dans la Gold Coast (précédemment colonie hollandaise, actuel Ghana), et qui recherchait la maîtrise de toute la côte de la Sierra Leone (hors le Liberia) à l’actuel Nigeria.
Jusqu’alors, les Anglais étaient presque les seuls à commercer dans la région. Plusieurs maisons de commerce françaises qui avaient cherché à s’implanter avaient dû déclarer forfait (Régis Aîné, de Marseille, en 1858). Les Anglais cherchèrent sans succès à plusieurs reprises, et jusqu’en 1881, à échanger la Gambie contre Bassam et Assinie.
Les marchandises alors importées de la Côte d’Ivoire étaient les huiles et amandes de palme, l’or, le caoutchouc et l’acajou. L’export concernait les tissus, la poudre, les fusils à silex, l’alcool, le tabac, la coutellerie, la parfumerie (Verdier affirmera avoir introduit la parfumerie de Paris), le fer en barres, la chaudronnerie, le sel, le savon, et des articles divers.

## Biographie d’Arthur Verdier

### Les débuts
Arthur Verdier naît à La Rochelle en 1835. Son père, négociant, se retrouve ruiné en 1851. Après avoir couru le monde pendant dix ans, d’abord mousse sur un navire américain (le New World), puis finalement capitaine au long cours, et avoir participé comme marin à la Guerre de Crimée, sa vocation coloniale s’éveille en 1861, lors d’un voyage de Nantes au Gabon.
Très attaché à l’expansion coloniale française, Verdier se voit déclarer en 1862 par sir Glover, un capitaine de vaisseau anglais, que celui-ci veut faire disparaître le pavillon français d’Assinie : ce sera l’origine de sa longue et opiniâtre lutte contre l’influence coloniale anglaise dans la région.
En 1863, parti avec une goélette chargée de pacotille, il est accueilli à Grand-Bassam par le gouverneur Oscar Desnouy, Rochelais également. Il noue des contacts avec des "tribus" locales.
D’abord installé à Bassam, il travaille pour le compte d’une maison hollandaise jusqu’en 1867, puis y établit son propre comptoir. Il possède alors trois voiliers, qui font quatre fois par an le voyage entre La Rochelle et Grand-Bassam.

### Le gardien du pavillon français
Après le désastre de la guerre de 1870, la France doit rapatrier son administration locale et une garnison de 300 hommes postée à Assinie. C’est alors que Verdier quitte Bassam pour Assinie, où il se retrouve seul gardien du pavillon français.
En 1873, l’Angleterre, en guerre contre les Ashantis, soumet Assinie à un blocus, au motif que ceux-ci s’approvisionneraient auprès des Français. Ce blocus cause d’importantes pertes financières à Verdier ; en outre, les Anglais soulèvent les populations locales, et causent des pillages de navires.
En 1877, les villages nzima riverains de la lagune, cherchant à se protéger du roi de Beyin, lui envoient une délégation pour être placés sous protectorat français.
En 1878, il obtient la restauration des ouvrages militaires d'Assinie et de Grand-Bassam pour protéger les installations commerciales contre les Anglais.

### Elima

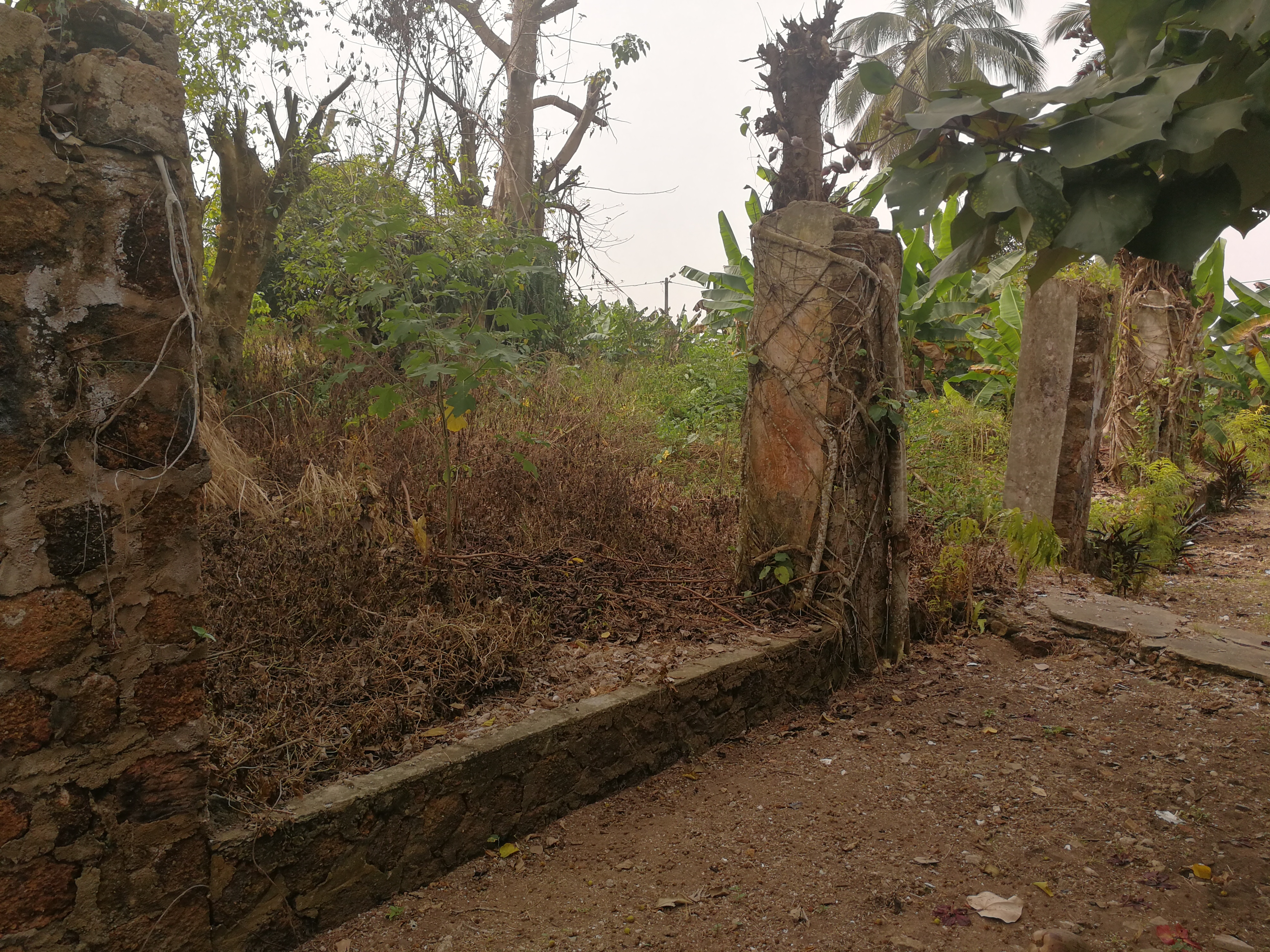
Les ruines de la toute première école de Côte d’Ivoire construite 1882 à Élima par Arthur Verdier

Le 7 avril 1880, il obtient du roi Amatifou (Amon N’Douffou II) les droits exclusifs de la culture du café à Elima, sur la lagune Aby, face à Adiaké. L’année suivante, avec son neveu et commis Amédée Brétignère (1856-1890), il défriche 100 hectares de forêt vierge (portés à plus de 300 hectares six ans plus tard) pour y créer la première plantation de café du pays à partir de plants venus du Liberia. Il fondera à cet effet en 1882 la Compagnie française de Kong, qui connaîtra divers avatars.
Le préfet de La Rochelle, Lagarde, présente l’un à l’autre Marcel Treich-Laplène et Arthur Verdier dans les premiers mois de 1883. Secondé par Treich Laplène, Verdier développe à Elima une ferme, plante des vergers, fait venir des troupeaux. Il déclare faire travailler 60 personnes toute l’année, et 500 personnes au moment des récoltes. Le café bon pour la consommation est envoyé à la factorerie d’Assinie où il finit de sécher au soleil avant son embarquement pour le port du Havre. L'exploitation de l'acajou commence également à Elima en 1885.

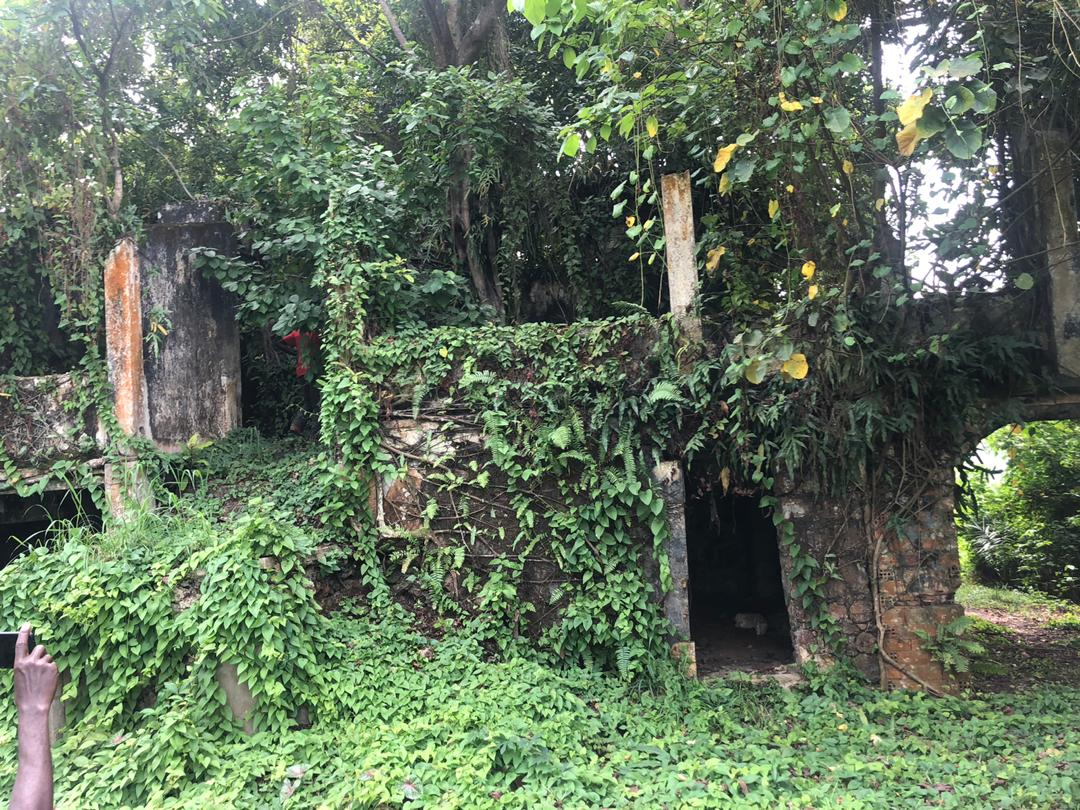
Les ruines de la première ambassade de française construite par Arthur Verdié en Côte D'ivoire

Un projet d’école française (laïque), après des débuts difficiles, démarre réellement en 1887 lorsque le gouvernement français se décide à envoyer un instituteur (Jeand’heur) à Assinie. Verdier veut d’abord créer l’école à Krindjabo, capitale du royaume d’Assinie, mais le roi Amatifou vient de mourir, et son successeur Akasamadou provoque des difficultés : l’école sera finalement installée à Elima, où elle accueille bientôt une trentaine d’élèves, beaucoup venant d’assez loin. Elle fonctionne sur les propres fonds de Verdier, qui a beaucoup de mal à se faire dédommager ensuite par l’administration coloniale. C'est également à Elima que Verdier construit la première ambassade de France en Côte d'Ivoire.

### Verdier et Treich-Laplène
En 1887, Verdier attire l’attention de l’administration coloniale sur la situation critique de l’implantation d’Assinie, due aux manœuvres des Anglais. Treich-Laplène, soutenu et partiellement financé par Verdier, obtient l’autorisation de lancer une expédition vers le Nord pour signer des traités au nom de la France avec les Bettiés, les Agnis et enfin avec les Abrons. Il arrivera finalement jusqu’à Kong, le 26 décembre 1888.
Verdier donne sa démission du poste de Résident de France en 1889. Il est remplacé par Treich-Laplène, son ancien commis, qui meurt peu après (1890) de maladie et d’épuisement, à 29 ans.

### Création de la Colonie
En 1892, les Français inquiets de ce qui se passe dans le Nord décident d'envoyer une colonne dirigée par le capitaine Charles Ménard pour capturer Samory. Celle-ci est massacrée à Séguéla. Les rapports entre la France et les populations locales deviennent plus difficiles, ce qui inquiète Verdier.
Le 10 mars 1893 a lieu la création officielle de la Colonie de Côte d'Ivoire, avec pour capitale Grand-Bassam. Binger en est nommé Gouverneur. C’est vers cette époque aussi que les établissements de Verdier à Bassam sont détruits par un raz-de-marée.

### L'inaccessible convention
À partir de 1889, Verdier a de plus en plus de problèmes avec l’administration coloniale. L’instauration des droits de douane notamment provoque de sa part des protestations réitérées.
Verdier cherche obstinément à obtenir une « convention » (monopole) d’exploitation du gouvernement français, en arguant de son action loyale au service de la France dans la région pendant une trentaine d’années. Il présente plusieurs propositions successives, demandant d’abord une concession de 99 ans (exploitation de l’or, de la forêt, du café), puis de 20 ans seulement. Ses exigences paraissent exorbitantes et menacent de nuire aux maisons de commerce françaises implantées plus récemment. On lui demande aussi d’établir un comptoir commercial à Kong même.
Le 21 octobre 1893, il obtient enfin une convention de 30 ans grâce au sous-secrétaire d’État Théophile Delcassé, mais sur place il se heurte à l’hostilité immédiate du gouverneur Binger, plus jeune et qui le méprise. Sa convention est accusée de paralyser le commerce et même d’avoir contribué aux difficultés rencontrées par la colonne Monteil. Il doit faire face entre autres aux accusations de Pierre Isaac, sénateur de la Guadeloupe. En même temps, il tombe malade et doit s’aliter (1894).

### La fin
En 1895, la déchéance de sa concession est prononcée par le ministre des Colonies Émile Chautemps, au motif qu’il n’est pas parvenu à lever les fonds prévus dans le délai exigé. À cette époque, 13 maisons de commerce opéraient dans la colonie, dont 3 françaises (dix autres, ouvertes entre 1890 et 1893, avaient fait faillite), 7 anglaises et 3 indigènes (Sierra Leone, Gold Coast).
Verdier meurt en 1898, amer et découragé. L’importance du comptoir d’Assinie et de l’implantation d’Elima décroîtra ensuite rapidement.

## Le bilan
De 1862 à 1890, Verdier fut le seul négociant français à Grand-Bassam et Assinie et, pendant 7 ans, il y fut le seul représentant de la France. Durant tout ce temps, il ne cessa de combattre les manœuvres anglaises pour accaparer le commerce dans la région (voire à annexer purement et simplement le comptoir d’Assinie), tout en affrontant l’incurie et la pusillanimité de l’administration coloniale française. C’est en grande partie à lui que l’on devra le maintien de l’influence française sur cette côte, jusqu’à nos jours.
Verdier est à l’origine de la culture du café en Côte d'Ivoire, et il a aussi créé la première maison en dur ainsi que la première école française (celle-ci tomba ensuite en déshérence) du pays. Volontaire et pugnace, mais d’un naturel pacifique et ouvert, il cultivait de bonnes relations avec les populations locales, qu’il cherchait de bonne foi à « civiliser » et à éduquer (certaines coutumes d’alors, châtiments physiques et sacrifices humains, lui faisaient horreur).
Toute sa vie, il considéra que ses intérêts commerciaux propres et l’intérêt de la France allaient de pair. Naïvement, il pensait que la France allait le récompenser de ses 35 années de bons et loyaux services « aux colonies », et sa déconvenue fut à la mesure de ses efforts.
En 1937, un monument, œuvre de l’architecte de la ville de La Rochelle, Pierre Grizet, a été élevé dans cette ville (rue La Noue) à la mémoire des trois Rochelais : Verdier, Brétignère et Treich-Laplène, à l’origine de la mise en valeur de la Côte d'Ivoire.
Quant aux vestiges de la demeure de Verdier, la « maison blanche », ils sont encore (difficilement) visibles à Elima, sur les bords de la lagune d'Aby.